# HLS色空間
HLS色空間（エイチエルエスいろくうかん）とは、色相 (Hue)、彩度 (Saturation)、輝度（Lightness / Luminance または Intensity）の3つの成分からなる色空間。HSV色空間によく似ている。

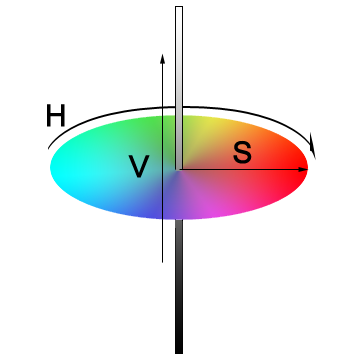
HLS色空間のカラーモデル

HSL、HSIと呼ばれることもある。
色相
色味を0から360度の範囲の角度で表す。0度は赤で、その反対側に位置する180度は赤の反対色にあたる青緑。すなわち、反対色を見つけるのも容易。色相についてはHSVと同じ。
彩度
HSVとは違い、純色から彩度が落ちるということは、すなわち灰色になっていくという考え方に基づいている。
輝度
明度100%を純色としてそこからどれだけ明るさが失われるかで表すHSVとは違い、輝度0 %を黒、100 %を白とし、その中間 (50 %) を純色とする。50 %以下はHSVの明度を示し、50 %以上はHSVの彩度を示すと考えると分かりやすいだろう。
HLS色空間を使う代表的なアプリケーションとしては、Microsoft Windows（ペイントを含む）、CSS3、Paint Shop Pro、Inkscape など。

## RGBからHLS (HSL) への変換
{\displaystyle {\begin{aligned}H&={\begin{cases}{\text{undefined,}}&{\text{if }}\mathrm {MIN} =\mathrm {MAX} \\60\times {\frac {G-R}{\mathrm {MAX} -\mathrm {MIN} }}+60,&{\text{if }}\mathrm {MIN} =B\\60\times {\frac {B-G}{\mathrm {MAX} -\mathrm {MIN} }}+180,&{\text{if }}\mathrm {MIN} =R\\60\times {\frac {R-B}{\mathrm {MAX} -\mathrm {MIN} }}+300,&{\text{if }}\mathrm {MIN} =G\end{cases}}\\L&={\frac {\mathrm {MAX} +\mathrm {MIN} }{2}}\end{aligned}}}
双円錐モデル
{\displaystyle S=\mathrm {MAX} -\mathrm {MIN} \,}
円柱モデル
{\displaystyle S={\frac {\mathrm {MAX} -\mathrm {MIN} }{1-|\mathrm {MAX} +\mathrm {MIN} -1|}}}
双円錐モデルと円柱モデルがあり、彩度の定義が異なるため、注意が必要である。

## RGBへの変換
RGBへ変換する際には、いったん最大値や最小を求める必要がある。
HSLの円柱モデルからの変換
{\displaystyle Max=L+{\frac {S\times (1-|2\times L-1|)}{2}}}
{\displaystyle Min=L-{\frac {S\times (1-|2\times L-1|)}{2}}}
HSLの円錐モデルからの変換
{\displaystyle Max=L+{\frac {S}{2}}}
{\displaystyle Min=L-{\frac {S}{2}}}
求めた最大値と最小値を、色相で場合分けした上で、RGBの各チャンネルに代入する。
{\displaystyle {\begin{aligned}(R,G,B)&={\begin{cases}({\text{Max}}={\text{Min}},{\text{Max}}={\text{Min}},{\text{Max}}={\text{Min}})&{\mbox{if }}H{\mbox{ is undefined}}\\({\text{Max}},{\text{Min}}+({\text{Max}}-{\text{Min}})\times {\frac {H}{60}},{\text{Min}})&{\mbox{if }}0\leq H<60\\({\text{Min}}+({\text{Max}}-{\text{Min}})\times {\frac {120-H}{60}},{\text{Max}},{\text{Min}})&{\mbox{if }}60\leq H<120\\({\text{Min}},{\text{Max}},{\text{Min}}+({\text{Max}}-{\text{Min}})\times {\frac {H-120}{60}})&{\mbox{if }}120\leq H<180\\({\text{Min}},{\text{Min}}+({\text{Max}}-{\text{Min}})\times {\frac {240-H}{60}},{\text{Max}})&{\mbox{if }}180\leq H<240\\({\text{Min}}+({\text{Max}}-{\text{Min}})\times {\frac {H-240}{60}},{\text{Min}},{\text{Max}})&{\mbox{if }}240\leq H<300\\({\text{Max}},{\text{Min}},{\text{Min}}+({\text{Max}}-{\text{Min}})\times {\frac {360-H}{60}})&{\mbox{if }}300\leq H<360\end{cases}}\end{aligned}}}
色相が定義されない場合は、彩度＝0であり、全てのチャンネルが明度や輝度に等しくなる（最大値＝最小値）。